# Rząd Petra Fiali
Rząd Petra Fiali – rząd Republiki Czeskiej pod kierownictwem Petra Fiali, powołany i zaprzysiężony przez prezydenta Miloša Zemana 17 grudnia 2021. Zastąpił drugi rząd Andreja Babiša.
W wyborach parlamentarnych w 2021 do parlamentu dostały się cztery ugrupowania, w tym dwie koalicje wyborcze. Pierwsze miejsce zajęła centroprawicowa koalicja SPOLU obejmująca Obywatelską Partię Demokratyczną (ODS), KDU-ČSL i TOP 09. Jeden mandat w Izbie Poselskiej więcej uzyskało jednak ugrupowanie ANO 2011 premiera Andreja Babiša. Wkrótce po wyborach partie tworzące SPOLU podpisały memorandum o powołaniu rządu z sojuszem Czeskiej Partii Piratów oraz Burmistrzów i Niezależnych. 8 listopada pięć formacji podpisało umowę koalicyjną.
9 listopada prezydent Miloš Zeman misję utworzenia gabinetu powierzył liderowi ODS Petrowi Fiali. 28 listopada tegoż roku mianował go na funkcję premiera. Prezydent przez pewien czas odmawiał zaakceptowania kandydata Piratów na ministra spraw zagranicznych, ostatecznie 13 grudnia ustąpił w tej kwestii.
Gabinet rozpoczął urzędowanie 17 grudnia 2021 po zaprzysiężeniu jego członków przez prezydenta. Stanowiska nie objął wówczas kandydat na ministra rolnictwa Zdeněk Nekula (przebywający w izolacji w związku z zachorowaniem na COVID-19); nominację na tę funkcję otrzymał tymczasowo Marian Jurečka, który resortem rolnictwa kierował do początku stycznia 2022.
W 2024 Czeska Partia Piratów opuściła koalicję rządową po tym, jak we wrześniu tegoż roku premier doprowadził do odwołania z funkcji rządowych ich lidera.

## Skład rządu
| Stanowisko                                       | Minister           | Z rekomendacji | Okres urzędowania                          |
| ------------------------------------------------ | ------------------ | -------------- | ------------------------------------------ |
| Premier                                          | Petr Fiala         | ODS            | od 17 grudnia 2021                         |
| Pierwszy wicepremier Minister spraw wewnętrznych | Vít Rakušan        | STAN           | od 17 grudnia 2021                         |
| Wicepremier Minister pracy i spraw socjalnych    | Marian Jurečka     | KDU-ČSL        | od 17 grudnia 2021                         |
| Wicepremier Minister rozwoju regionalnego        | Ivan Bartoš        | Piraci         | od 17 grudnia 2021 do 30 września 2024     |
| Wicepremier Minister zdrowia                     | Vlastimil Válek    | TOP 09         | od 17 grudnia 2021                         |
| Minister finansów                                | Zbyněk Stanjura    | ODS            | od 17 grudnia 2021                         |
| Minister spraw zagranicznych                     | Jan Lipavský       | Piraci         | od 17 grudnia 2021                         |
| Minister sprawiedliwości                         | Pavel Blažek       | ODS            | od 17 grudnia 2021 do 10 czerwca 2025      |
| Minister sprawiedliwości                         | Eva Decroix        | ODS            | od 10 czerwca 2025                         |
| Minister kultury                                 | Martin Baxa        | ODS            | od 17 grudnia 2021                         |
| Minister przemysłu i handlu                      | Jozef Síkela       | STAN           | od 17 grudnia 2021 do 8 października 2024  |
| Minister przemysłu i handlu                      | Lukáš Vlček        | STAN           | od 8 października 2024                     |
| Minister szkolnictwa, młodzieży i sportu         | Petr Gazdík        | STAN           | od 17 grudnia 2021 do 29 czerwca 2022      |
| Minister szkolnictwa, młodzieży i sportu         | Vladimír Balaš     | STAN           | od 29 czerwca 2022 do 4 maja 2023          |
| Minister szkolnictwa, młodzieży i sportu         | Mikuláš Bek        | STAN           | od 4 maja 2023                             |
| Minister obrony                                  | Jana Černochová    | ODS            | od 17 grudnia 2021                         |
| Minister transportu                              | Martin Kupka       | ODS            | od 17 grudnia 2021                         |
| Minister środowiska                              | Anna Hubáčková     | KDU-ČSL        | od 17 grudnia 2021 do 1 listopada 2022     |
| Minister środowiska                              | Petr Hladík        | KDU-ČSL        | od 10 marca 2023                           |
| Minister rolnictwa                               | Marian Jurečka     | KDU-ČSL        | od 17 grudnia 2021 do 3 stycznia 2022      |
| Minister rolnictwa                               | Zdeněk Nekula      | KDU-ČSL        | od 3 stycznia 2022 do 28 czerwca 2023      |
| Minister rolnictwa                               | Marek Výborný      | KDU-ČSL        | do 29 czerwca 2023                         |
| Minister rozwoju regionalnego                    | Petr Kulhánek      | STAN           | od 8 października 2024                     |
| Minister ds. nauki, badań naukowych i innowacji  | Helena Langšádlová | TOP 09         | od 17 grudnia 2021 do 5 maja 2024          |
| Minister ds. nauki, badań naukowych i innowacji  | Marek Ženíšek      | TOP 09         | od 16 maja 2024                            |
| Minister ds. legislacji                          | Michal Šalomoun    | Piraci         | od 17 grudnia 2021 do 11 października 2024 |
| Minister ds. europejskich                        | Mikuláš Bek        | STAN           | od 17 grudnia 2021 do 4 maja 2023          |
| Minister ds. europejskich                        | Martin Dvořák      | STAN           | od 4 maja 2023                             |